# شوماراک
شوماراک (به صربی: Šumarak) یک منطقهٔ مسکونی در صربستان است که در Kovin municipality واقع شده‌است. شوماراک ۱۸۰ نفر جمعیت دارد و ۱۰۰ متر بالاتر از سطح دریا واقع شده‌است.